# Wodyetia bifurcata
Wodyetia bifurcata är en enhjärtbladig växtart som beskrevs av A.K.Irvine. Wodyetia bifurcata ingår i släktet Wodyetia och familjen Arecaceae. Inga underarter finns listade i Catalogue of Life.

## Bildgalleri

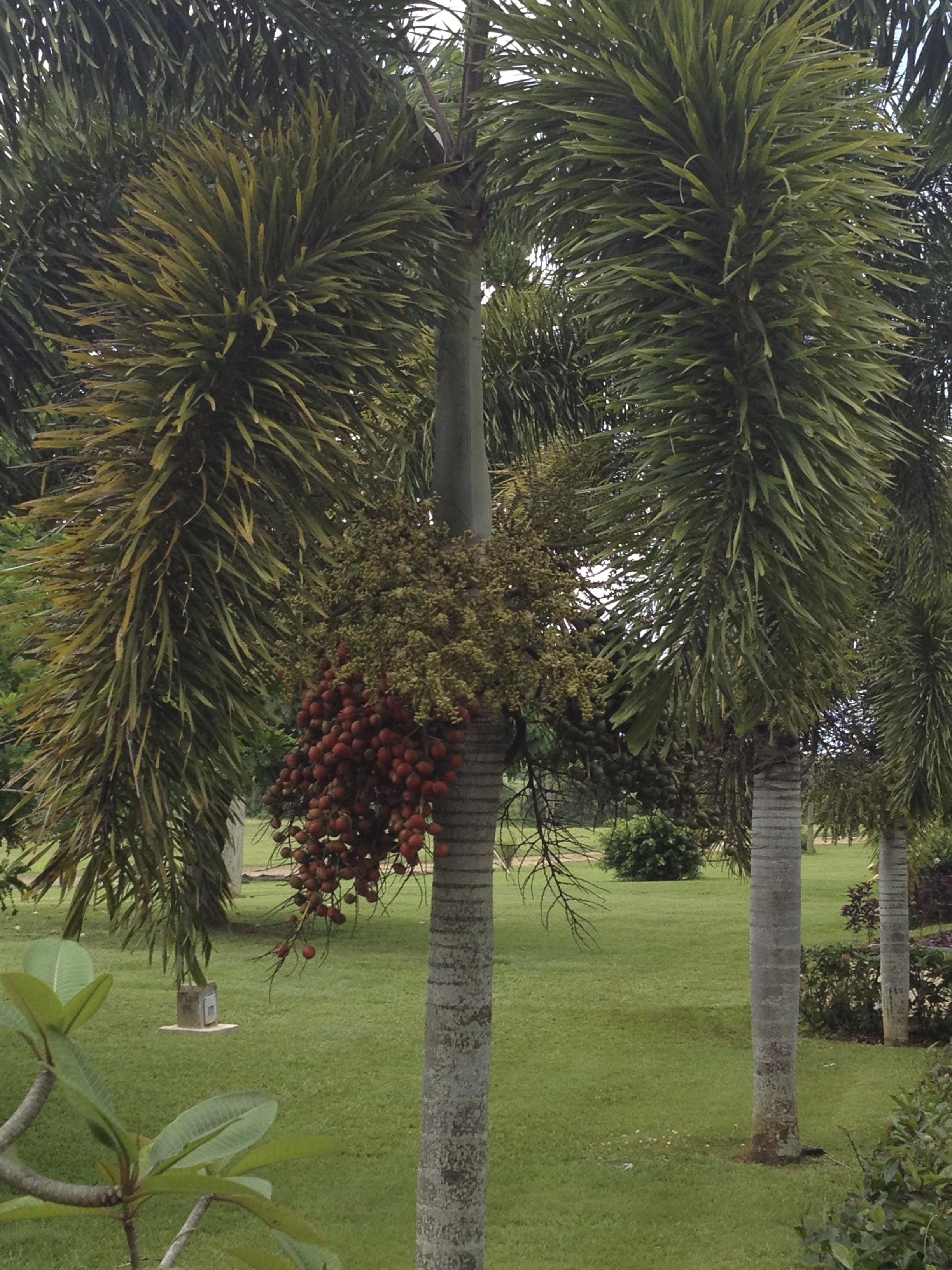
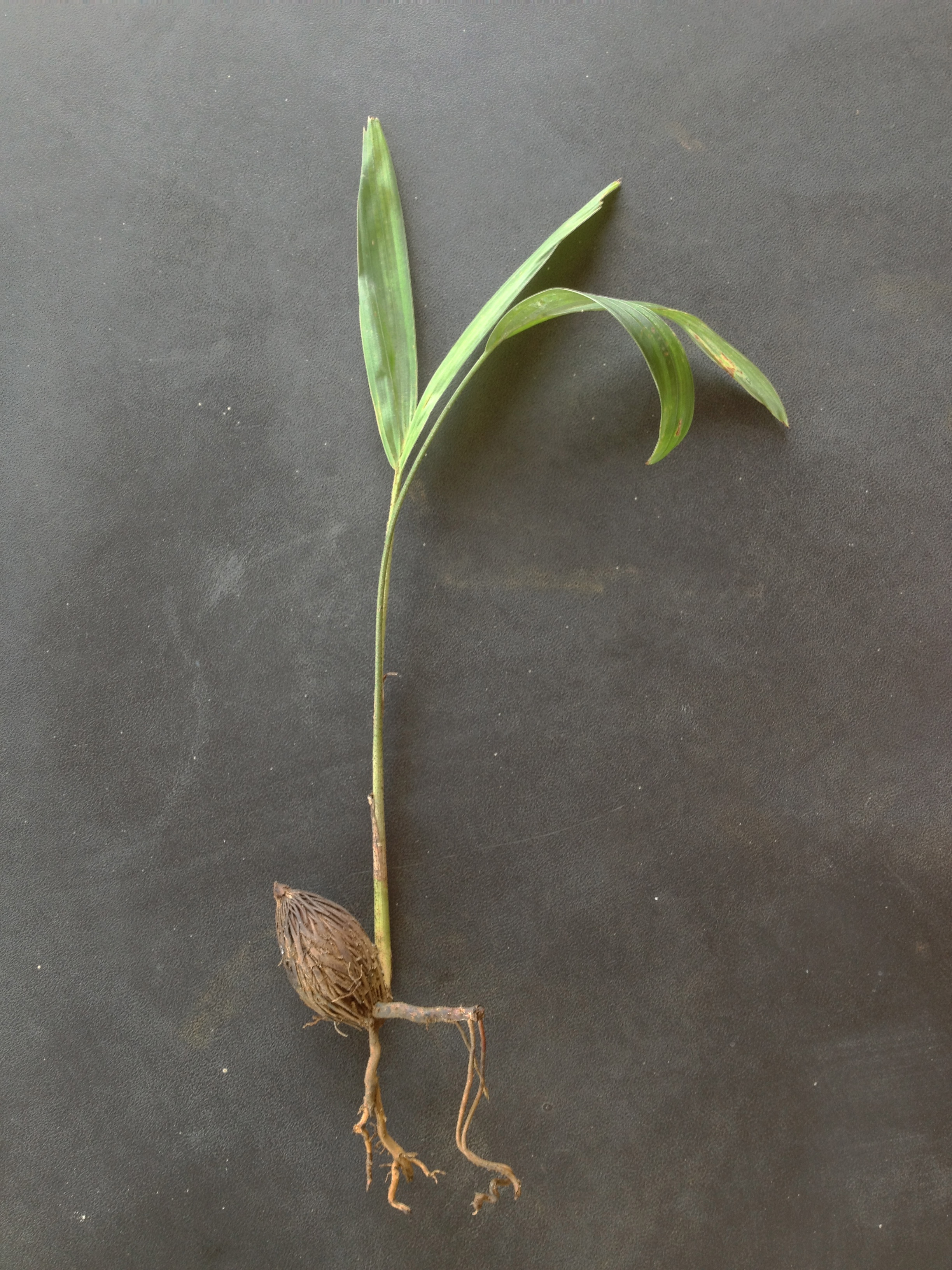
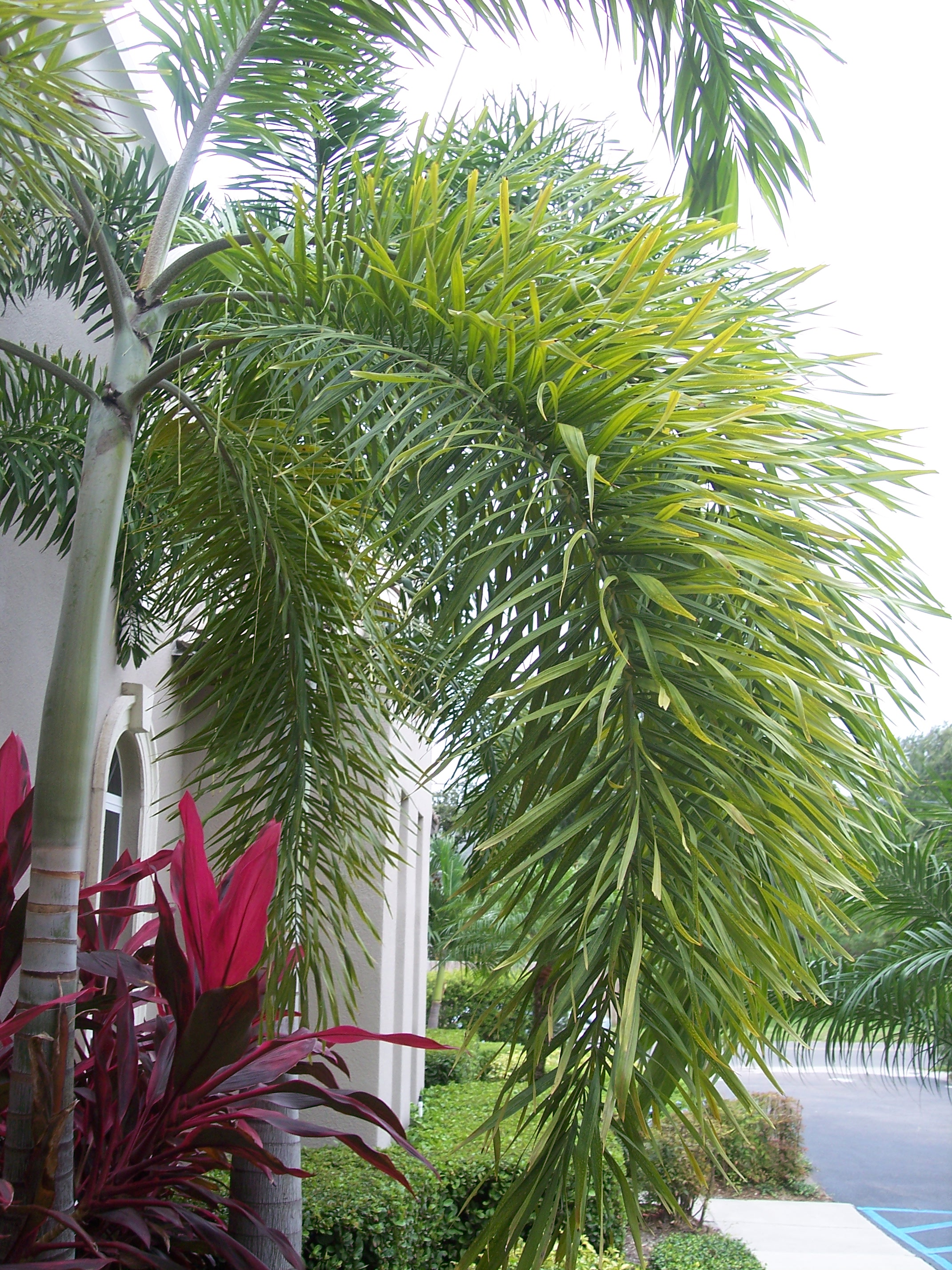
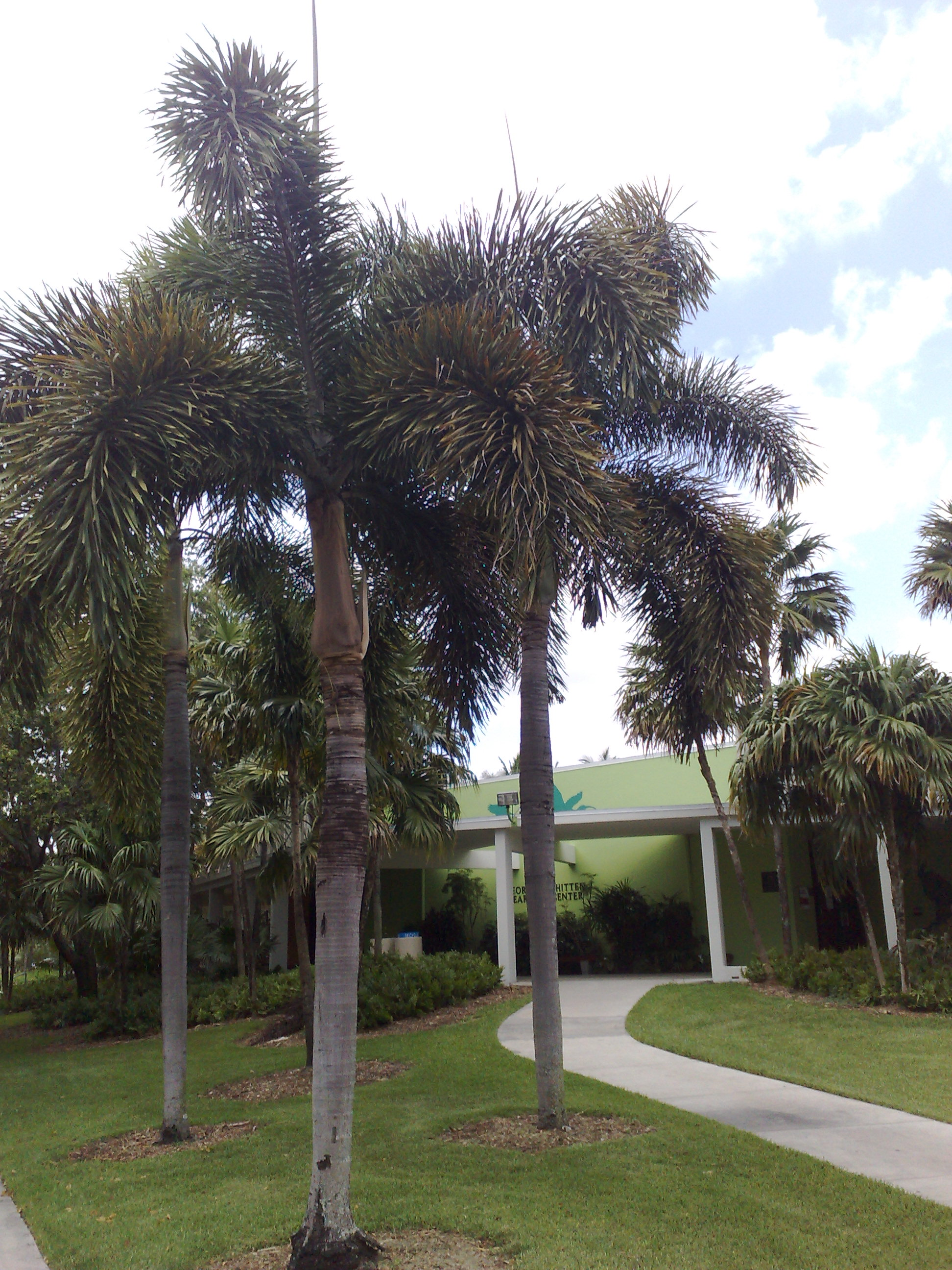